# From Wishes to Eternity
From Wishes to Eternity é o primeiro álbum ao vivo/vídeo da banda finlandesa de metal sinfônico Nightwish, lançado em 17 de abril de 2001 através da Spinefarm Records.
O concerto presente no álbum foi gravado e filmado na noite de 29 de dezembro de 2000 em Tullikamari, uma tradicional casa de shows na cidade finlandesa de Tampere. Durante essa apresentação a banda tocou "Crimson Tide / Deep Blue Sea", um medley instrumental inspirado na música de Hans Zimmer para o filme Crimson Tide (1995), e de Trevor Rabin para o filme Deep Blue Sea (1999). Os cantores Tapio Wilska e Tony Kakko também fizeram participações especiais nas canções "The Pharaoh Sails to Orion" e "Beauty and the Beast", respectivamente.
Em 1 de março de 2004, o selo Drakkar Records, responsável por comercializar os trabalhos da banda na Alemanha, lançou uma versão do álbum em SACD, um disco híbrido que pode ser executado em um reprodutor de CD padrão, porém com uma qualidade de áudio superior. Contudo, as canções "Crimson Tide / Deep Blue Sea" e "Fantasmic" tiveram que ser removidas da lista de faixas dessa edição, de maneira que o disco pudesse suportar o restante do show. Seu CD regular foi lançado como uma edição limitada de dez mil cópias, e o VHS em mil cópias — a princípio disponíveis apenas na Finlândia — no entanto, a gravadora Spinefarm conseguiu distribuir o CD para o restante da Europa em 2005.

## Faixas
Todas as letras escritas por Tuomas Holopainen, exceto em "Crimson Tide / Deep Blue Sea" (instrumental) e "Walking in the Air" (escrita por Howard Blake). 
| N.º            | Título                                            | Música                    | Duração |  |
| 1.             | "The Kinslayer"                                   | Holopainen                | 4:13    |  |
| 2.             | "She Is My Sin"                                   | Holopainen                | 4:49    |  |
| 3.             | "Deep Silent Complete"                            | Holopainen                | 4:25    |  |
| 4.             | "The Pharaoh Sails to Orion" (part. Tapio Wilska) | Holopainen                | 6:40    |  |
| 5.             | "Come Cover Me"                                   | Holopainen Emppu Vuorinen | 4:45    |  |
| 6.             | "Wanderlust"                                      | Holopainen                | 4:34    |  |
| 7.             | "Crimson Tide / Deep Blue Sea"                    | Hans Zimmer Trevor Rabin  | 3:29    |  |
| 8.             | "Swanheart"                                       | Holopainen                | 3:56    |  |
| 9.             | "Elvenpath"                                       | Holopainen                | 4:52    |  |
| 10.            | "Fantasmic (Part 3)"                              | Holopainen                | 3:25    |  |
| 11.            | "Dead Boy's Poem"                                 | Holopainen                | 6:53    |  |
| 12.            | "Sacrament of Wilderness"                         | Holopainen Vuorinen       | 5:06    |  |
| 13.            | "Walking in the Air" (cover de Howard Blake)      | Blake                     | 5:10    |  |
| 14.            | "Beauty and the Beast" (part. Tony Kakko)         | Holopainen                | 6:41    |  |
| 15.            | "Wishmaster"                                      | Holopainen                | 5:03    |  |
| Duração total: | Duração total:                                    | Duração total:            | 74:01   |  |

### Material bônus
A versão em vídeo também inclui:
- Videoclipes oficiais de "The Carpenter" e "Sleeping Sun"
- Vídeos ao vivo de "The Kinslayer" e "Walking in the Air"
- Cenas deletadas
- Entrevistas com Tarja Turunen e Tuomas Holopainen

## Desempenho comercial
| Paradas (2001)                      | Melhor posição |
| ----------------------------------- | -------------- |
| Finlândia (Suomen virallinen lista) | 7              |

| Região                        | Certificação |
| CD                            | CD           |
| ----------------------------- | ------------ |
| Finlândia (Musiikkituottajat) | Ouro         |
| DVD                           |              |
| Alemanha (BVMI)               | Ouro         |
| Finlândia (Musiikkituottajat) | Platina      |

## Créditos
Os créditos foram adaptados do encarte do álbum From Wishes to Eternity.
Banda
- Tuomas Holopainen – teclado
- Emppu Vuorinen – guitarra
- Tarja Turunen – vocais
- Jukka Nevalainen – bateria
- Sami Vänskä – baixo

Músicos convidados
- Tapio Wilska – vocais (4)
- Tony Kakko – vocais (14)

Equipe técnica
- Jan Carlsson – fotografia
- Marcelo Rossi – fotografia
- Mika Jussila – masterização
- Mikko Joona – fotografia
- Mikko Karmila – mixagem
- Peter Dell – arte da capa (capa alternativa)